# Muziektheater Transparant
Muziektheater Transparant is een internationaal muziektheaterproductiehuis opgericht in 1994, gevestigd in Antwerpen. Als productiehuis gaan ze vanuit de artistieke en maatschappelijke actualiteit een intensieve dialoog aan met kunstenaars uit verschillende disciplines en willen ze op internationaal niveau muziektheater in al zijn diversiteit creëren, vernieuwen en presenteren voor een breed publiek. De artistieke leiding is in handen van Guy Coolen. Muziektheater Transparant werkte samen met verschillende huiscomponisten waaronder Wim Henderickx, Jan Van Outryve, Eric Sleichim van Bl!ndman, Liesa Van der Aa en Annelies Van Parys. 
Het huis is gevestigd in de Matterhorn-theaterwerkplaats in Borgerhout samen met theatergezelschappen Laika en de Roovers.
Muziektheater Transparant brengt kunstenaars en ensembles samen, is sterk internationaal georiënteerd en brengt producties met een artistieke en maatschappelijke relevantie voor een breed publiek. Het gezelschap was onder andere al te gast bij de Salzburger Festspiele, het KunstenfestivaldesArts, diverse Cultuursteden van Europa, Edinburgh International Festival, Holland Festival. Muziektheater Transparant werkt samen met organisatoren zoals Flagey (Brussel), Concertgebouw Brugge, deSingel (Antwerpen), De Vlaamse Opera (Antwerpen en Gent), OPERA XXI (tweejaarlijks festival voor hedendaags muziektheater), De Munt Brussel, Muziekcentrum De Bijloke Gent, Parktheater Eindhoven, Grand Théâtre Luxembourg en Bergen National Opera.
Met hun Translab-jongerenproject, zet Muziektheater Transparant de deuren open voor jonge makers. Met de Matterhorn-theaterwerkplaats als uitvalsbasis, bieden ze ondersteuning aan jong talent en geven ze hen de kans om zelf aan de slag te gaan. Ze engageren zich actief tegenover een nieuwe generatie podiumkunstenaars en brengen hen in contact met inspirerende artiesten

## Producties
- The Lighthouse (1998) van Peter Maxwell Davies
- Manicuur (2001) van Jan Goovaerts en Pat Van Hemelrijck
- Il Re Pastore (2001) van Wolfgang Amadeus Mozart
- Ik Vlieg (2001) van Jan Van Outryve en Bas Teeken
- Little Orfeo (2002)
- Radio Ping-Pong (2002) van John Torso
- Carmen (2002) van Stef Kamil Carlens en Oscar Van Woensel
- Achilleus (2002) van Wim Henderickx en Imme Dros
- L'Arianna (2002) van Claudio Monteverdi
- Weisse Rose (2002) van Udo Zimmerman
- Zone Orfeo (2002) naar Claudio Monteverdi
- Infito Nero (2002-2003) van Salvatore Sciarino
- Antigona (2003) van Tommaso Traetta
- Sestina (2003) van Claudio Monteverdi
- Men in tribulation (2003) van Eric Sleichim en Jan Fabre
- Mr. Emmet takes a walk (2003) met Peter Maxwell Davies en David Pountney
- Enoch Arden (2003) van Richard Strauss en Alfred Tennyson
- Dan ben ik straks zo'n diva (2003) naar Richard Strauss en Georg F. Händel
- Leven in hel (2003) van Ramsey Nasr en Joost Kleppe
- Drift (2003) naar Claudio Monteverdi
- Peer Gynt (2003) van Edvard Grieg en Henrik Ibsen
- Einstein For Aliens (2003-2004) van David Moss en Hebbeltheater (Berlijn)
- Ding (2004) van John Torso en Pat Van Hemelrijck
- Nest (2004)
- Jakob Lenz (2004) van Wolfgang Rihm naar een libretto van Michael Fröhling gebaseerd op Lenz van Georg Büchner
- Arthur / De Queeste (2004) van Jan Van Outryve
- Gli Amori d'Apollo e di Dafne (2004) van Francesco Cavalli en Giovanni Francesco Busenello
- Dido (2004) van Jan Van Outryve, Purni Morell en Wouter Van Looy
- The Medium (2004) van Peter Maxwell Davies
- The Fairy Queen (2004) van Henry Purcell
- Arthur (2005) van Jan Van Outryve
- Von Tripp (2005) van Claudio Monteverdi
- Saulpain (2005) van Georg Friedrich Händel
- Opera langs de achterdeur (2005)
- Nada Brahma (2005) van Senjan Jansen en Oscar van den Boogaard
- Jullie die weten (2005) van W.A. Mozart en Stefan Hertmans
- Blauwbaards Burcht (2005) naar Béla Bartók en Béla Balász
- De gelukkige prins (2006) naar Franz Schubert, W.A. Mozart en Oscar Wilde
- Muziek Fabriek (2006) van Jan Van Outryve
- Intra-Muros [IM Pasolini] (2006) van Eric Sleichim en Peter Verhelst
- Het meisje de jongen de rivier (2006) van Jan Van Outryve, Paul Verrept en Wouter Van Looy
- Feedback (2006) van Bert Bernaerts
- Romeinse Tragedies (2006) van Eric Sleichim, William Shakespeare en Ivo Van Hove
- RUHE (2006) van Franz Schubert, Annelies Van Parys, Armando en Hans Sleutelaar
- La Mort de Sainte Alméenne / L'Ideé (2006) van Arthur Honegger en Max Jacob
- Een totale Entführung (2006) van W.A. Mozart, Wim Henderickx en Ramsey Nasr
- Babar/Le Fils des Etoiles (2007) naar Francis Poulenc en Erik Satie
- Alles Liebe (2007) naar Samson van Georg Friedrich Händel
- Waar is mijn ziel? (2007) van Claudio Monteverdi
- Villa Vivaldi (2007) van Jan Van Outryve naar Antonio Vivaldi
- Void (2007)[1] van Wim Henderickx, Hans Op de Beeck en Wouter Van Looy
- Wolpe! (2007) van Stefan Wolpe, Johan Bossers, Caroline Petrick en Viviane De Muynck
- (after) The Fairy Queen (2008) naar Henry Purcell en William Shakespeare
- L'Esprit Messiaen (2008) van Olivier Messiaen
- Kafka Fragments (2008) naar Gyorgy Kurtag en Franz Kafka
- Lamentations & Whispers (2008) van Orlandus Lassus, Joachim Brackx en Ramsey Nasr
- Pour vos beaux yeux (2008) van Joachim Brackx, Eric Sleichim, Jan Van Outryve en Annelies Van Parys
- An Index of Memories (2009) van Annelies Van Parys
- Century Songs (2009)
- Medea (2009) van Wim Henderickx, Peter Verhelst en Paul Koek
- Een nieuw Requiem (2009) van W.A. Mozart, Christian Köhler en Jeroen Brouwers
- Die Entführung aus dem Paradies (2009) van Joachim Brackx en Oscar van den Boogaard
- De legende van de witte slang (2009) met Shanghai Peking Opera Troupe
- Insect (2009) van Eric Thielemans
- Autopsie van een gebroken hart (2009) van An De Donder en Dominique Pauwels
- Over de bergen (2009) van Corrie van Binsbergen en Josse De Pauw
- Porselein (2009-2010) van Jan Van Outryve, Paul Verrept en Wouter Van Looy
- Orlando (2010) van Ludovico Ariosto, Antonio Vivaldi en Jan Van Outryve
- Een Oresteia (2010) van Iannis Xenakis en Annelies Van Parys
- L'Orfeo (2010) naar Claudio Monteverdi
- Blond Eckbert (2010) van Judith Weir en Wouter Van Looy
- Utopia 47 (2010-2011) van Eric Sleichim
- Venus and Adonis (2011-2012)
- Opera Buffa (2011-2012)
- Pelléas et Mélisande (2011-2012)
- De waterafsluiter (2012-2013)
- Escorial (2012-2013)
- Koningin van de nacht (2012-2013)
- Lilith (2012-2013)
- O mio core (2012-2013)
- Songs of War (2012-2013)
- Territoria (2012-2013)
- De Koningin Zonder Land (2014-2015) van Wim Henderickx en Wouter Van Looy
- Nachtschade: Aubergine (2016-2017) van Claron McFadden en Sjaron Minailo
- Revelations (2017) van Wim Henderickx en Wouter Van Looy
- Dagboek van een verdwenene (2017-2018) van Annelies Van Parys en Ivo van Hove
- Kings of War (2017-2018) van Ivo van Hove
- Usher (2018-2019) van Annelies Van Parys en Gaea Schoeters
- De torens van Beirut (2018-2019) samen met Moussem Nomadisch Kunstencentrum
- Het Bezoek (2018-2019)
- Harriet (2018-2019)
- De vallei (een Apocalyps) (2018-2019)
- Every Ending (2019-2020)
- Nachten - Ballet de la Nuit (2019-2020)
- Le Nozze (2019-2020) samen met DESCHONECOMPANIE
- Nachtschade: Aubergine (2019-2020)

## Jongerenopera
Sinds 2008 creëert Transparant jaarlijks een jongerenopera in deSingel. Jonge zangers en instrumentalisten die willen proeven van de creatie van een operaproductie worden er professioneel begeleid.
- 2008: Platee [2]
- 2010: l'Orfeo [3]
- 2011: Venus and Adonis [4]
- 2012: Dido and Aeneas [5]
- 2013: Canti d'Amor [6]
- 2014: Canti d'Amor II [7]
- 2015: In bocca al lupo [8]
- 2016: ParadiseHell [9]
- 2017: Orfeo Viajero [10]
- 2018: Les Indes Galantes
- 2021: A.L.I.C.E.
- 2022: Songs from the Void
- 2023: (RE)SET